# Yu-Gi-Oh! GX
Yu-Gi-Oh! GX (遊☆戯☆王 デュエルモンスターズ GX Yū☆gi☆ō Dyueru Monsutāzu Jī Ekkusu?) es una serie de manga y anime japonesa, es un Spin-off de Yu-Gi-Oh!, creado por Naoyuki Kageyama. Cuando la serie original finalizó con más de 224 episodios, se inició un nuevo proyecto, titulado Yu-Gi-Oh! Generation Next. El anime se inició a partir del 6 de octubre de 2004, y finalizó el 26 de marzo de 2008, con un total de 180 episodios, mientras que el manga se inició el 17 de diciembre de 2005 y terminó el 19 de marzo de 2011, incluyendo un capítulo especial impreso en el número de julio de la revista V Jump en 2014.

## Sinopsis
Yu-Gi-Oh! GX cuenta la historia de Jaden (Jūdai Yūki), un chico normal que ingresa en la Academia de Duelos (デュエル・アカデミア Dyueru Akademia?) fundada por Seto Kaiba. Una vez allí, Jaden conoce a Syrus Truesdale y a Chumley Huffington, quienes a partir de entonces se convierten en sus amigos inseparables. Para poder ganar el derecho de estar en la academia, Jaden, como había llegado tarde había tenido que enfrentarse con Vellian Crowler, y una vez que lo hubo vencido había quedado en el dormitorio Slifer Rojo (オシリス・レッド Oshirisu Reddo?), el cual es para los Duelistas más débiles. El Ra Amarillo para los prometedores (ラー・イェロー Rā Ierō?) y el Obelisco Azul (オベリスク・ブルー Oberisuku Burū?) es para los estudiantes privilegiados. Más tarde, Jaden tiene que enfrentarse a numerosos adversarios con ayuda de sus amigos para poder salvar al mundo de la destrucción.

## Personajes principales
Jaden Yuki (遊城十代 Jūdai Yūki?)
Duelista de la habitación Slifer Rojo (オシリス・レッド?) con habilidades únicas y su experiencia en los Duelos, Jaden es el Duelista más poderoso de la Academia de Duelos, pero debido a que está orgulloso de su dormitorio, además de que a pesar de ser un excelente Duelista reprueba exámenes y trabajos escritos, no asciende a los otros, a pesar de que las reglas indican que debería hacerlo al ir mejorando con cada duelo que va ganando, no lo hace aun cuando en su último año es el mejor Duelista de toda la academia, lo que lo colocaría en el dormitorio Obelisco Azul, nunca salió del Dormitorio Rojo. Posee un Deck enfocado en el arquetipo "HÉROE Elemental", al menos inicialmente.
Syrus Truesdale (丸藤翔 Marufuji Shō?)
seiyū: Masami Suzuki
Es considerado el mejor amigo de Jaden, es demasiado tímido y poco seguro de que puede lograr algo. Esto se debe en parte al hecho de que es hermano menor de Zane, el mejor Duelista de la academia. Posee un Deck sobre el arquetipo "Vehicroid", el cual adapta al llamado "Deck del Inframundo" posteriormente en el anime.
Chumley Huffignton (前田 隼人 Hayato Maeda?)
Es un gran amigo de Jaden y de Syrus. Termina trabajando para Ilusiones Industriales, la empresa de Pegasus.
Bastion Misawa (三沢大地 Daichi Misawa?)
Fue el que mejor calificación obtuvo en el examen escrito para entrar a la Academia de Duelos, por eso entró directamente a Ra Amarillo (ラー・イェロー Rā Ierō?). Es el científico del grupo. Su estilo de Duelo se basa en la física y el cálculo.Aunque posee 6 decks, los más vistos son el del arquetipo Dragon del agua y el de los guerreros electromagnéticos.
Alexis Rhodes (天上院明日香 Tenjōin Asuka?)
seiyū: Sanae Kobayashi
La mejor Duelista del dormitorio Obelisco Azul (オベリスク・ブルー Oberisuku Burū?) de las chicas. A pesar de ser un Obelisco, ella no trata mal a los estudiantes de los otros niveles. Usa un deck de Ciber Ángeles más algunas cartas que las potencian como Passe doble y Ciber Tutu.
Tyrano Hasselberry (ティラノ剣山 Tirano Kenzan?)
seiyū: Hiroshi Shimozaki
Sus pasiones son las excavaciones y encontrar fósiles de dinosaurio. Al parecer, tiene una extraña competencia con Syrus para ver quién es el mejor amigo de Jaden. Tiene un carácter fuerte y valiente.Usa un deck de dinosaurios.

## Producción
Yu-Gi-Oh! GX fue producido por Nihon Ad Systems, y dirigido por Hatsuki Tsuji. El guion de la serie fue preparado por un grupo de escritores, entre los que se encontraron Shin Yoshida, Jun Maekawa, Akemi Omode y Yasuyuki Suzuki. Los arreglos musicales estuvieron a cargo de Yutaka Minobe. La dirección estuvo a cargo de Takuya Hiramitsa, y la supervisión la llevó a cabo Yūji Mitsuya. Las apariencias y los caracteres de los personajes fueron ideados por Kenichi Hara, mientras que el desarrollo de los Duelos fue creado por Masahiro Hikokubo.

## Contenido de la obra

### Manga
Iniciado a partir del 17 de diciembre de 2005, el manga Yu-Gi-Oh! GX creado por Naoyuki Kageyama obtuvo un gran éxito primordialmente en Japón, por ser la continuación de Yu-Gi-Oh!. El manga sigue una línea temporal completamente diferente. Está a cargo de Shūeisha y está distribuido por VIZ Media. En Estados Unidos han sido distribuidos ocho volúmenes.

### Anime
El 10 de octubre de 2005, la serie llegó a México por medio del canal Nickelodeon y en el resto dehispanoamérica se estrenó el 11 de marzo del 2006 por el mismo canal. Actualmente se emite por el canal antes mencionado. Ambas emisoras comenzaron a emitir la serie antes de que terminara la serie original, Yu-Gi-Oh!. En Japón, TV Tokyo fue responsable de la emisión de la obra en el país, que finalizó a los 180 episodios y en Latinoamérica finalizó con 155 episodios.

### Yu-Gi-Oh!
Yu-Gi-Oh! (遊☆戯☆王 Yū☆gi☆ō?) es la serie de manga y anime original. Es la serie original en la cual se basa Yu-Gi-Oh! GX. Iniciado a partir de 1996 al 8 de marzo de 2004 con ocho volúmenes. El manga fue uno de los títulos más populares ofrecidos en el Weekly Shōnen Jump de Shūeisha. El manga español tiene el nombre japonés, pero el anime español e hispanoamericano tiene el nombre americano.
Yu-Gi-Oh! cuenta la historia de Yūgi Mutō, un estudiante normal de preparatoria el cual tenía como única amiga a Téa (Anzu Mazaki). Yūgi había recibido por parte de su abuelo Sugoroku Mutō un antiguo artefacto egipcio conocido como el Rompecabezas del Milenio, uno de los siete Artículos del Milenio, que había encontrado en una de sus expediciones arqueológicas.

### Secuela

#### Yu-Gi-Oh! 5D's
Yu-Gi-Oh! 5D's (遊☆戯☆王 ファイブディーズ 5D's Yū☆gi☆ō Faibu Dīzu?) es la serie de anime y spin-off que continúa Yu-Gi-Oh! GX y basada en la serie original Yu-Gi-Oh!. Iniciado a partir del 2 de abril de 2008 donde comenzó a emitirse en TV Tokyo. La serie Yu-Gi-Oh! 5D's finalizó y continúo con el spin-off Yu-Gi-Oh! ZEXAL.

## Banda sonora

### Temas de apertura
- Episodios 001 al 033: Kaisei Josho Hallelujah (interpretado por Jindou)
- Episodios 034 al 104: 99% (interpretado por BOWL)
- Episodios 105 al 156: Teardrop (interpretado por BOWL)
- Episodios 157 al 180: Precious Time, Glory Days (interpretado por Psychic Lover)

### Temas de cierre
- Episodios 001 al 052: Genkai Battle (interpretado por JAM Project)
- Episodios 053 al 104: Wake Up Your Heart (interpretado por KENN with The NaB's)
- Episodios 105 al 156: Taiyou (interpretado por Bite the Lung)
- Episodios 157 al 180: Endless Dream (interpretado por Hiroshi Kitadani)

### Versión 4kids
- Get Your Game On! (Matthew Drdek, Siegler Jake y Walker Alex)

## Película
Yu-Gi-Oh! 3D: Lazos a través del Tiempo (１０ｔｈアニバーサリー 劇場版 遊☆戯☆王 ～超融合!時空を越えた絆～) es una película en 3-D estrenada el 23 de enero de 2010 en Japón, para celebrar el 10.º aniversario de la primera serie producida por la empresa japonesa NAS. El doblaje español de hispanoamerica se estrenó el 5 de abril de 2012. La película es un crossover con la participación de Yūgi Mutō de Yu-Gi-Oh!, Jaden Yuki (Yūki Jūdai) de Yu-Gi-Oh! GX y Yūsei Fudō de Yu-Gi-Oh! 5D's, luchando contra un nuevo enemigo llamado Paradox (Paradoja).

## Recepción y críticas
La serie Yu-Gi-Oh! GX ha recibido elogios y críticas por partes de revisores dedicados al tema. Tv Tokyo registró que el mayor rating que consiguió la serie fue de trescientos veinticuatro puntos en Japón, en su último episodio. En los demás continentes, la serie obtuvo un alto puntaje de recepción en el anime incluyendo la recepción de personajes y la calidad de la historia. El canal responsable también presentó los datos de emisión de la serie por fecha. La banda sonora se destacó, siendo reconocida como una de las mejores producidas por la emisora. El videojuego Yu-Gi-Oh! GX Spirit Caller, recibió elogios destacando el diseño, la acción y la dificultad, obteniendo un puntaje de 7,8 en total. El otro videojuego, Yu-Gi-Oh! Duel Monsters GX Mezase Duel King! (遊戯王デュエルモンスターズGX めざせデュエルキング! Yūgiō Dyueru Monsutāzu GX Dyueru Kingu!?), también recibió múltiples reconcimientos por su calidad, trama y opciones de juego.